# Армстронг, Стивен
Стивен Армстронг (англ. Stephen Armstrong; 23 июля 1976, Беркенхед, Англия) — южноафриканский футболист.

## Биография
Армстронг родился в Беркенхеде, Англия, и вырос в Кейптауне, ЮАР. Приехал в США, чтобы учиться в Батлеровском университете в штате Индиана, где изучал маркетинг и выступал за университетскую футбольную команду. В Национальной ассоциации студенческого спорта сыграл 77 матчей, забил 43 мяча и отдал 16 результативных передач. По три раза (в сезонах 1997—1999) включался в первую символическую сборную Среднеконтинентальной конференции и символическую сборную средневосточного региона. В сезоне 1998 также был включён в третью всеамериканскую символическую сборную. В 1999 году был финалистом награды игрока года Спортивного клуба Миссури и кандидатом на «Херманн Трофи». В 1998 и 1999 годах также выступал за клуб «Мид-Мичиган Бакс» в Премьер-лиге развития, участвовав в розыгрышах Открытого кубка США.
6 февраля 2000 года на Супердрафте MLS Армстронг был выбран во втором раунде под общим 13-м номером клубом «Ди Си Юнайтед». Однако, он решил начать свою профессиональную карьеру в Швеции в клубе «Вестра Фрёлунда», где забил три гола в 16 матчах высшего дивизиона.
В октябре 2000 года Армстронг перешёл в клуб английского Первого дивизиона «Уотфорд» по свободному трансферу, подписав контракт до конца сезона. За «шершней» сыграл три матча, выходя на замену.
13 июня 2001 года Армстронг подписал контракт с «Ди Си Юнайтед». В тот же день дебютировал в MLS в матче против «Метростарз». 23 июня в матче против «Тампа-Бэй Мьютини» забил свой первый гол в MLS.
11 января 2002 года «Ди Си Юнайтед» обменял Стивена Армстронга «Канзас-Сити Уизардс» на Брэндона Придо. За «Уизардс» он дебютировал 13 апреля в матче против «Сан-Хосе Эртквейкс», заменив в перерыве между таймами Эрика Куилла и ассистировав двум голам. 15 июня в матче против «Ди Си» забил свой первый гол за «Уизардс». В составе «Уизардс» он провёл два сезона.
В 2004 году выступал за клуб «Мичиган Бакс» в Премьер-лиге развития, но в июне получил травму передней крестообразной связки правого колена.
18 июня 2005 года Армстронг был подписан клубом «Коламбус Крю» в качестве заменяющего игрока из-за травм трёх игроков, выбывших до конца сезона. За «Крю» дебютировал 29 июня в матче против «Уизардс», выйдя на замену во втором тайме вместо Кайла Мартино. По окончании сезона 2005 «Коламбус Крю» отчислил Армстронга.
18 апреля 2006 года Армстронг подписал контракт с клубом Первого дивизиона ЮСЛ «Чарлстон Бэттери». Дебютировал за «Бэттери» 29 апреля в матче стартового тура сезона 2006 против «Верджиния-Бич Маринерс», отыграв последние 10 минут. 7 мая в матче против «Майами» забил свой первый гол за «Бэттери».
26 октября 2006 года Армстронг подписал контракт с шоубольным клубом «Чикаго Сторм» на сезон MISL 2006/07 с опцией продления ещё на один год. Став в сезоне 2006/07 третьим лучшим бомбардиром лиги с 32 голами, был назван новичком года в MISL, был включён во вторую символическую сборную MISL и символическую сборную новичков MISL.
В апреле 2007 года вернулся в состав «Чарлстон Бэттери». По итогам сезона 2007, в котором забил семь голов и отдал две голевые передачи, Армстронг был включён в первую символическую сборную USL-1. 1 ноября 2007 года согласовал условия контракта с «Чарлстон Бэттери» на сезоны 2008 и 2009.
Вновь выступал за «Чикаго Сторм» в MISL в сезоне 2007/08 и в XSL в сезоне 2008/09.
Несмотря на то, что сезон 2009 для него был скомкан травмами лодыжки и голени, 9 марта 2010 года Армстронг перезаключил контракт с «Чарлстон Бэттери», опустившимся во Второй дивизион ЮСЛ, на сезон 2010. 24 марта 2011 года продлил контракт с «Бэттери» на сезон 2011, также став ассистентом главного тренера клуба Майка Анхойзера. После сезона 2011 Армстронг завершил карьеру.
В мае 2013 года вошёл в тренерский штаб футбольной академии Даньел-Айленда.
В мае 2014 года был назначен главным тренером футбольной команды христианской старшей школы Мансфилда.

## Достижения
Командные
 «Чарлстон Бэттери»
- Чемпион Второго дивизиона ЮСЛ[англ.]: 2010
- Победитель регулярного чемпионата Второго дивизиона ЮСЛ[англ.]: 2010

Личные
- Член первой символической сборной Первого дивизиона ЮСЛ[англ.]: 2007
- Новичок года в MISL: 2006/07
- Член второй символической сборной MISL: 2006/07
- Член символической сборной новичков MISL: 2006/07